# Roestkruinbijeneter
De roestkruinbijeneter (Merops americanus) is een vogel uit de familie van de bijeneters (Meropidae). De wetenschappelijke naam van de soort werd in 1776 gepubliceerd door Philipp Ludwig Statius Müller. De soort is lang als ondersoort van de 
Maleise bijeneter (M. viridis) beschouwd.

## Kenmerken
De soort is gemiddeld 28 cm lang en lijkt sterk op de Maleise bijeneter. Deze bijeneter heeft een roodbruine rug en kruin die bij de Maleise soort donkerbruin gekleurd is.

## Verspreiding
Deze soort komt voor op alle eilanden van de Filipijnen.

## Status
De grootte van de populatie is niet gekwantificeerd maar de soort wordt omschreven als wijdverspreid en algemeen. Op de Rode lijst van de IUCN heeft deze soort de status niet bedreigd.